# Nhlanhla Khuzwayo
Nhlanhla Brilliant Khuzwayo (ur. 9 lutego 1990 w Umazi) – południowoafrykański piłkarz grający na pozycji bramkarza. Od 2014 jest zawodnikiem klubu Kaizer Chiefs.

## Kariera klubowa
Swoją karierę piłkarską Khuzwayo rozpoczął w klubie FC Masters. Następnie został zawodnikiem Durban Warriors. W sezonie 2009/2010 zadebiutował w nim w trzeciej lidze Południowej Afryki. W 2010 roku przeszedł do AmaZulu FC. Swój debiut w nim w Premier Soccer League zaliczył 22 września 2010 w zremisowanym 2:2 wyjazdowym mezu z Platinum Stars.
W 2012 roku Khuzwayo przeszedł do klubu Kaizer Chiefs. Zadebiutował w nim 28 kwietnia 2013 w zremisowanym 0:0 domowym meczu z Platinum Stars. W sezonie 2012/2013 zdobył z nim Nedbank Cup oraz wywalczył mistrzostwo Południowej Afryki. W sezonie 2014/2015 zdobył MTN 8 oraz został wicemistrzem kraju. Z kolei w sezonie 2014/2015 ponownie wywalczył tytuł mistrza kraju.
| Sezon   | Klub            | Kraj              | Rozgrywki     | Mecze | Gole |
| ------- | --------------- | ----------------- | ------------- | ----- | ---- |
| 2009/10 | Durban Warriors | Południowa Afryka | KwaZulu-Natal | ?     | ?    |
| 2010/11 | AmaZulu FC      | Południowa Afryka | PSL           | 3     | 0    |
| 2011/12 | AmaZulu FC      | Południowa Afryka | PSL           | 0     | 0    |
| 2012/13 | Kaizer Chiefs   | Południowa Afryka | PSL           | 1     | 0    |
| 2013/14 | Kaizer Chiefs   | Południowa Afryka | PSL           | 1     | 0    |
| 2014/15 | Kaizer Chiefs   | Południowa Afryka | PSL           | 16    | 0    |
| 2015/16 | Kaizer Chiefs   | Południowa Afryka | PSL           |       |      |

## Kariera reprezentacyjna
W reprezentacji Południowej Afryki Khuzwayo zadebiutował 6 stycznia 2012 w zremisowanym 0:0 towarzyskim meczu z Gwineą Równikową. W 2015 roku został powołany do kadry na Puchar Narodów Afryki 2015. Rozegrał na nim jeden mecz, przegrany 1:2 z Ghaną.